# لين بيترز
لين بيترز هي لاعبة كرلنغ كندية، ولدت في 24 مارس 1970 في ساسكاتشوان في كندا.

## وصلات خارجية
- لين بيترز على موقع الاتحاد الدولي للكرلنغ (الإنجليزية)
- لين بيترز على موقع اللجنة الأولمبية الدولية (الإنجليزية)
- لين بيترز على موقع أوليمبيديا (الإنجليزية)